# Байзакова, Шабану Акылкызы
Шабану Акылкызы Байзакова (15 апреля 1907, а. Кызылагаш Иртышского района Павлодарской области — 28 апреля 1937, Семипалатинск) — советская актриса театра, одна из первых актрис-казашек. В 1927—1935 работала в Казахском драмтеатре города Кызылорда. Роли Байзаковой: Раушан, Айсулу («Шернияз», «Сылаң қыз» Ж. Аймауытова), Зауре («Зауре» К. Байсеитова и Ж. Шанина), Кайши («Бәйбіше-тоқал» М. Ауэзова), Перизат («Перизат и Рамазан» Ж. Тлепбергенова), Зауре («Майдан» Б. Майлина). Созданные Байзаковой образы правдиво и ярко раскрывают судьбы казахских девушек, их положение в обществе.